# Inari (sintó)
 Inari (稲荷), vagy más nevein Inari Ókami (稲荷大神), esetleg Óinari-sama ( 大	稲荷様) a Japán kultúrában az aratás és a gabona kamija.

### Röviden a sintó kamikról
Japán ősi vallása, a sintó (神道), körülbelül 8 millió (a szám a keleti kultúrákban a végtelenséget szimbolizálja) kamit (神) foglal magába. Sokan ezeket a kamikat tévesen „isteneknek” fordítják, azonban ez nem egy pontos megfogalmazás. A japánok a kamikat inkább a dolgok spirituális megtestesülésének, sem mint isteneknek tekintik. A sintóban pont az a különleges, hogy szinte bárminek lehet kamija, legyen szó természeti jelenségekről (tűz, vihar, folyó), égitestekről (nap, hold), vagy akár kulturális tárgyakról (tűzhely). Haláluk után bizonyos emberek is kamikká válhatnak. A legtöbb kami nem rendelkezik névvel, csupán helyekhez kötődnek. Léteznek jó- és rosszakaratú kamik is. Jóindulatuk megnyerésére az emberek adományokat ajánlanak fel nekik, és fesztiválokat tartanak a tiszteletükre.

### Általánosan Inariról

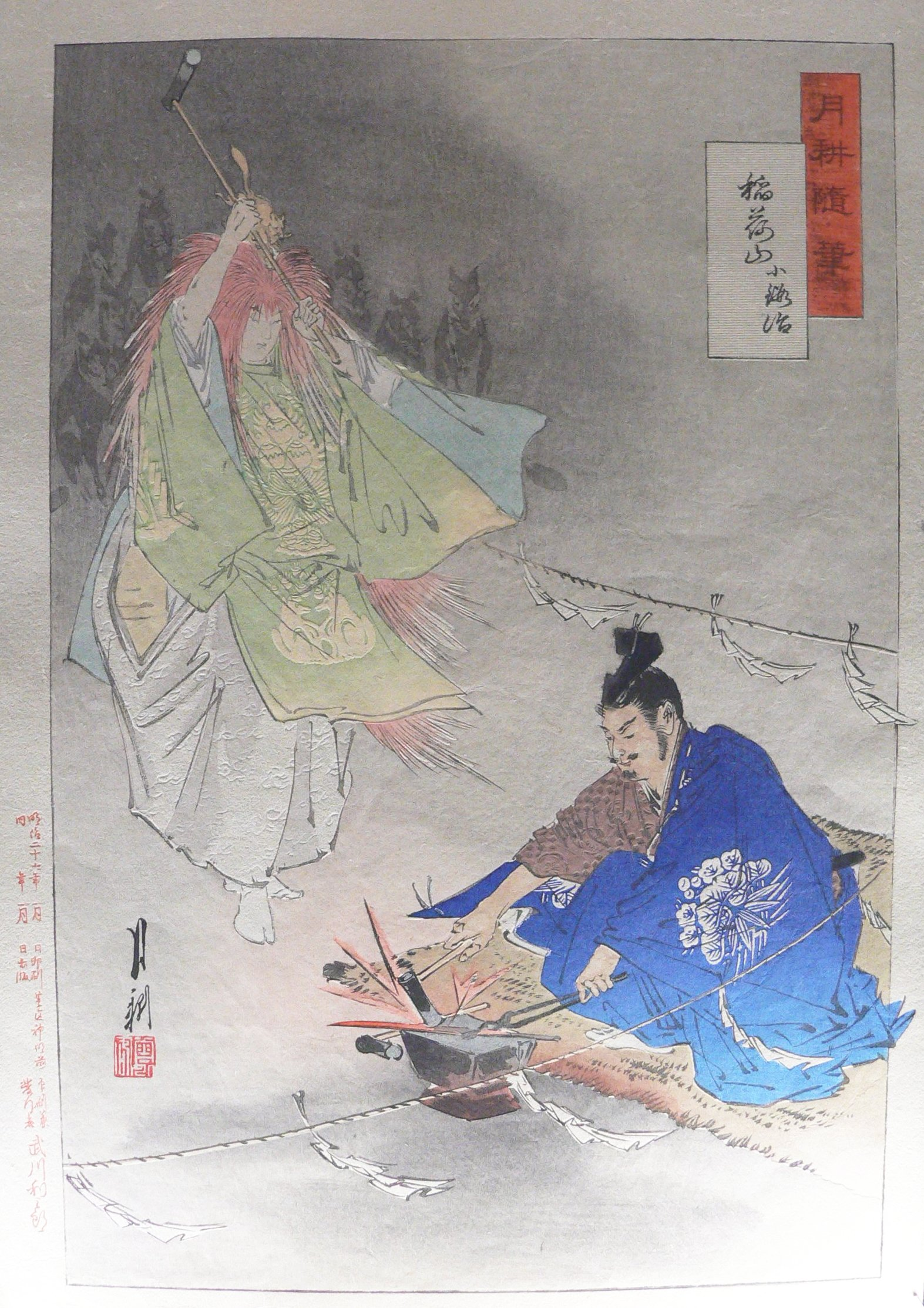
Inari megjelenik egy kovács előtt

Inari egyike a legismertebb kamiknak a japán folklórban. Régen a kovácsok és a kereskedők védelmezője volt, manapság azonban inkább a rizs és az aratás kamijaként övezi őt nagy tisztelet. Alakja összekapcsolódott a mezőgazdasággal: a népi hiedelem szerint Inari minden évben tavasszal, a vetések idején lejön a hegyekből, hogy vigyázza a földeket és jó termést biztosítson, majd pedig ősszel, az aratás végeztével visszatér a hegyi lakhelyére. Inarinak nincsen neme, sem pedig konkrét megjelenési formája. A legelterjedtebb ábrázolások szerint gyönyörű fiatal nőként, vagy két róka társaságában, egy rizseszsákon ülő öregember képében, esetleg bódhiszattvaként jelenik meg. A rókákkal való szoros kapcsolata miatt gyakran hiszik őt is rókának, ezt azonban mind a sintó, mind a buddhizmus ellenzi. Más történetek szerint Inari kígyó és sárkány alakot is tud ölteni, egy régi népmesében pedig hatalmas pók képében tanított móresre egy gonosz embert.

### Az Inari-kultusz eredete és változásai
Az Inari-hit eredete a mai napig nem teljesen világos. Hivatalosan a fusimi-hegyi szentély megalapításától, vagyis Kr. u. 711-től számítják Inari tiszteletének megjelenését, egyes kutatók szerint ez azonban a korábbi századokra vezethető vissza: ők úgy vélik, már az ötödik században, a Hata klán tette hivatalossá Inari, mint a gabona istenének tiszteletét.
Az Inari-hit a Heian-korszakban (Kr. u. 794–1185.) terjedt el igazán Japán egész területén. 823-ban Szaga császár a buddhista Singon irányzat megalapítójának, Kúkainak ajándékozta a Tó-dzsi szentélyt, amelynek később Inari lett a védelmező kamija. A császári udvarnak szokása volt a kamik rangsorolása, ez a skála 1-től 5-ig terjedt. A 827-es besorolás szerint Inari a legalacsonyabb, ötödik besorolást kapta, ami már csak azért is furcsa, mert Japán akkoriban jelentősen a mezőgazdaságára támaszkodott, indokolatlan volt egy gabonaistenség ilyen alacsony minősítése. A helyzet viszont az évek elteltével megváltozott és Inari népszerűsége rohamosan nőtt. 942-ben Szuzaku császár a legmagasabb osztályba sorolta Inarit, és a Fusimi Inari-nagyszentélyt (伏見稲荷大社) is császári védelem alá vonta. 

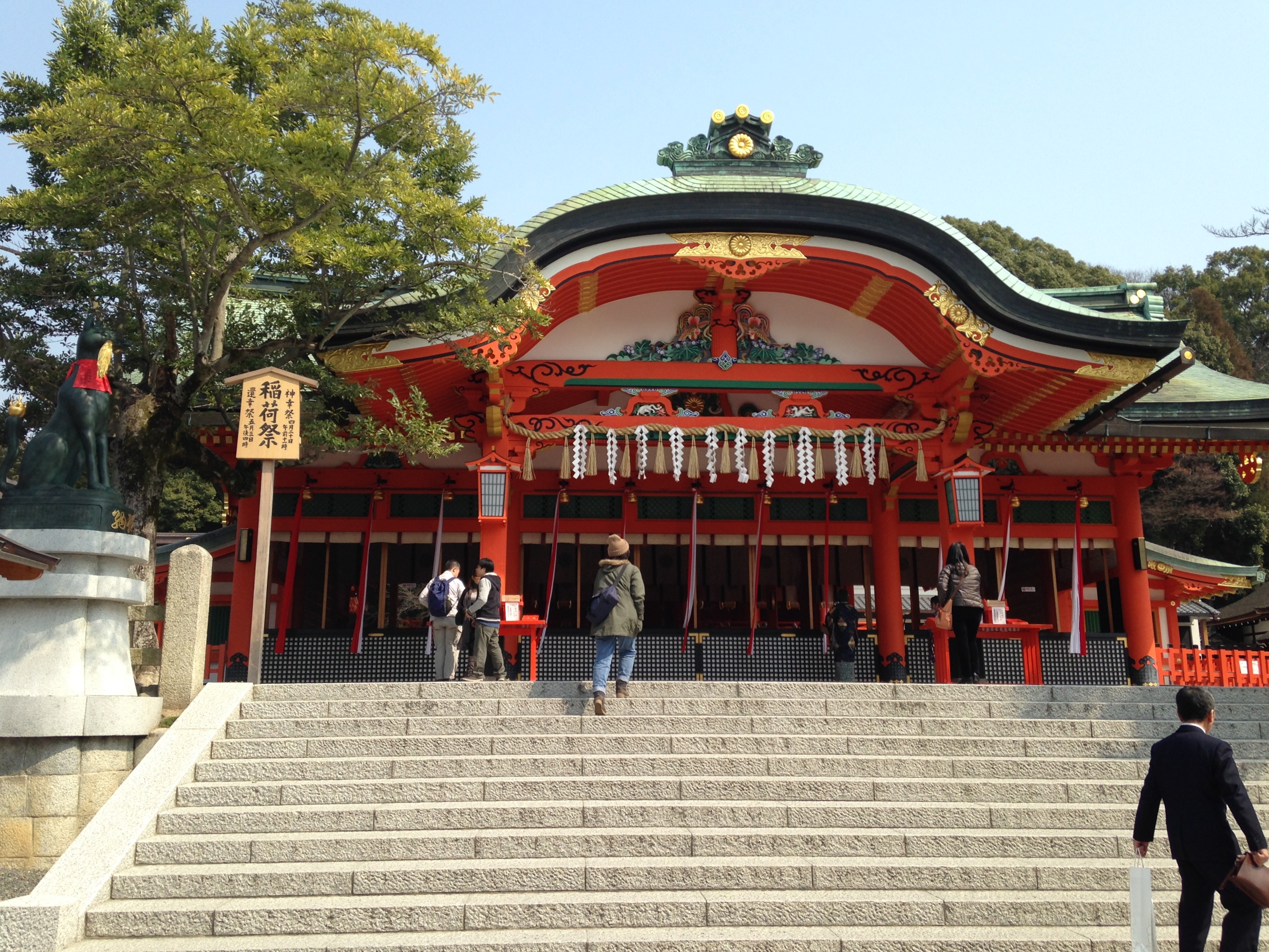
A Fusimi Inari-nagyszentély belső imacsarnoka

Az Edo/Tokugava-korszak alatt a daimjók (területi urak) mozgásának köszönhetően az Inari-hit még inkább elterjedt, valamint Inari szerepe is ekkor vált még sokszínűbbé: egyszerre tartották őt számon a kovácsok, a harcosok, a halászok (part menti területeken), a színészek és a prostituáltak (mivel a nagyobb városokban az Inari-szentélyeket az „örömnegyedek” közelében állították fel) oltalmazójaként. Egyes hiedelmekben mint „Kívánságteljesítő Inari” vált ismertté, a nők pedig őhozzá imádkoztak gyermekáldásért is. Mikor Japánban a rizs helyett a pénz vált a gazdagság szimbólumává, Inari alakja is átterelődött pénzügyi és ipari területekre.

### Kapcsolat más istenségekkel
Meglehetősen sok kamit, vagy akár buddhista istenséget hoznak összefüggésbe Inarival. Például Heccui no Kamit, a konyhai tűzhely kamiját, vagy Ukemocsi no Kamit, az étel kamiját. Utóbbiról a szokás úgy tarja, hogy össze is házasodott Inarival, s miután a hold kamija, Cukujomi no Mikoto megölte őt, Inari vette át a szerepét. Inari nemtelenségét támasztja alá, hogy egyszerre azonosítják őt Uga no Mitama no Kamival (mezőgazdaság kamija) és párjával, Uka no Mitama no Mikotóval (gabona kamija). Mint a rizs kamija, Inarit leginkább a hindu Daikini istennővel szokták összefüggésbe hozni, akit pedig Daikoku istennel (szanszkritul Mahakala), az „Öt Gabona Istenével” azonosítanak. A buddhista felfogás szerint a gabona istennője, Daikini már Inari előtt a Fusimi-hegy őrzője volt, Inari csak összeolvadt az ő alakjával. Daikinit gyakran egy fehér rókán lovagolva ábrázolták, ezért is megalapozott a feltevés, hiszen Inari hírvivői és szolgái is fehér rókák.

### Kicune(狐), avagy a japán róka

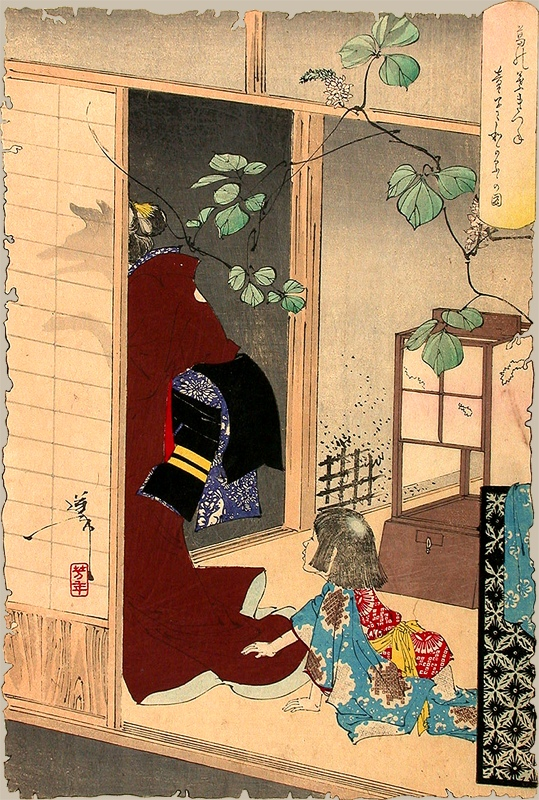
A kicune valódi alakja lelepleződik az árnyékán.

Számtalan feltevés született azt illetően, miért is váltak a rókák Inari alakjának elengedhetetlen részeivé. Egy régi hiedelem szerint egy napon egy rókacsalád érkezett az Inari-hegy lábához, hogy felajánlják azt ott élő istenségnek szolgálataikat, amit Inari készséggel elfogadott, és kinevezte a rókákat a hegyen lévő szentély védelmezőivé. Egy másik feltételezés azzal indokolja a kami és ezen állatok összefüggését, hogy gyakran látni rókákat az aratási területeken, amint rágcsálókat esznek, melyek egyébként károsítanák termést. Szóval a rókák Inarihoz hasonlóan óvják a földeket. Másik magyarázat lehet a már említett Daikini, akit fehér rókán repülve szoktak ábrázolni.
Japánban az emberek eleve természetfeletti erőket tulajdonítanak ezen állatoknak. Szerintük ugyanis a rókák  képesek alakot váltani. Leggyakrabban fiatal nők képét öltik magukra, és ilyen formában szokták elcsábítani az óvatlan férfiakat. A mondás úgy tartja, ha a városokban szürkületkor megjelenik egy magányos hölgy, akkor az biztos egy kicune, csak emberi alakban. A kicunék ereje nő az évek elteltével. A monda szerint minden századik év elteltével újabb farkat növesztenek, és ha elérik az ezer évet, és kinő a kilencedik farkuk, a bundájuk ezüst vagy arany színűre változik, és jövőbe látó képességre is szert tesznek.
A kicunék lehetnek jó és rossz természetűek is, és előszeretettel tréfálnak meg minden óvatlan embert. Alakváltó képességük azonban messze nem tökéletes: úgy kell viselkedniük, ahogy azt a felvett alakjuk megkívánja (például ha éppen egy szikla formáját öltik magukra, akkor nem tudnak mozogni), továbbá megjelenésük, főképp arcuk még így is „rókaszerű” marad. Álcájukat nem képesek teljesen elrejteni, valódi formájuk megjelenik a tükörképükön vagy az árnyékukon. A kicunék ellen legjobban kutyákkal lehet védekezni, mivel azok megérzik a rókák jelenlétét. Ha felfedeződik a kicune valódi kiléte, akkor azonnal elveszti emberi alakját. A kicunék mindig maguknál tartanak egy gömböt (hosi no tama = csillaglabda), melyet ha megszerzünk, a kicune köteles engedelmeskedni nekünk. Egyes feltevések szerint a varázserejüket is ebben tárolják.
A kicunék Inari Ókami szolgái, hírvivői és szentélyőrzők. A szentélyekben mindig elhelyeznek rókaszobrokat az északi bejárathoz (kimon = démon kapu), hogy védjék a szent helyet a démoni erőktől. A fengsuj szerint ugyanis az egy balszerencsés irány, mivel gonosz szellemek laknak arrafelé. Ezek a kapuőrzők mindig párban vannak, hogy az egységet szimbolizálják. A rókaszobrokra az Inari-hívők gyakran vörös előkét helyeznek, kifejezve tiszteletüket.

### Szentélyek

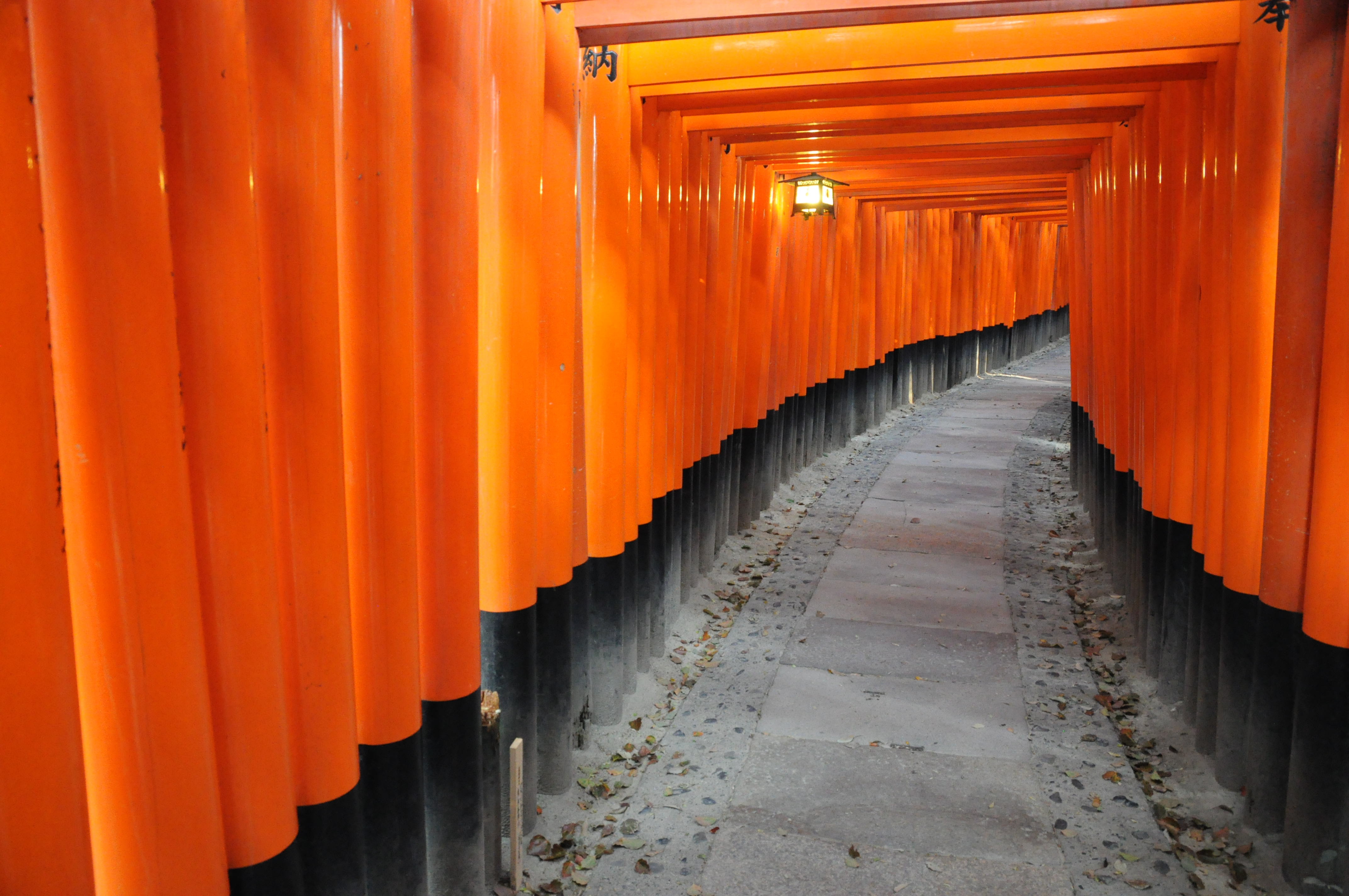
A Fusimi-szentély vörös torii folyosója

Inari népszerűségét az is alátámasztja, hogy körülbelül 32 000 kisebb-nagyobb szentélyt (ez Japán sintó szentélyeinek több mint két harmadát teszi ki) állítottak a tiszteletére. Leghíresebb közülük a Fusimi Inari-nagyszentély amely Kiotó déli részén található. A főszentély az istenségről elnevezett hegy lábán található, onnan vezet felfele az út a többi, kisebb szentélyhez. Különlegessége, hogy a hegyre fölfele vezető utat több mint 10 000, egymás mögé helyezett vörös torii (szent kapu) alkotja. Ezek a toriik mind kereskedők, üzleti szférákban dolgozók ajándékai, és jókívánságaikat is rájuk írták. Az eredeti szentélyt a nyolcadik században emelték, azonban 1468-ban, az Ónin-háború alatt a tűz martalékává vált. Újjáépítése 30 évet vett igénybe, 1499-re lett kész. Míg a régi épületegyüttes 3 kami tiszteletére volt állítva, addig az új szentély már 5 kami hitének szolgál helyszínül. Valamint egyedülállóan egy buddhista templom is található a területén.

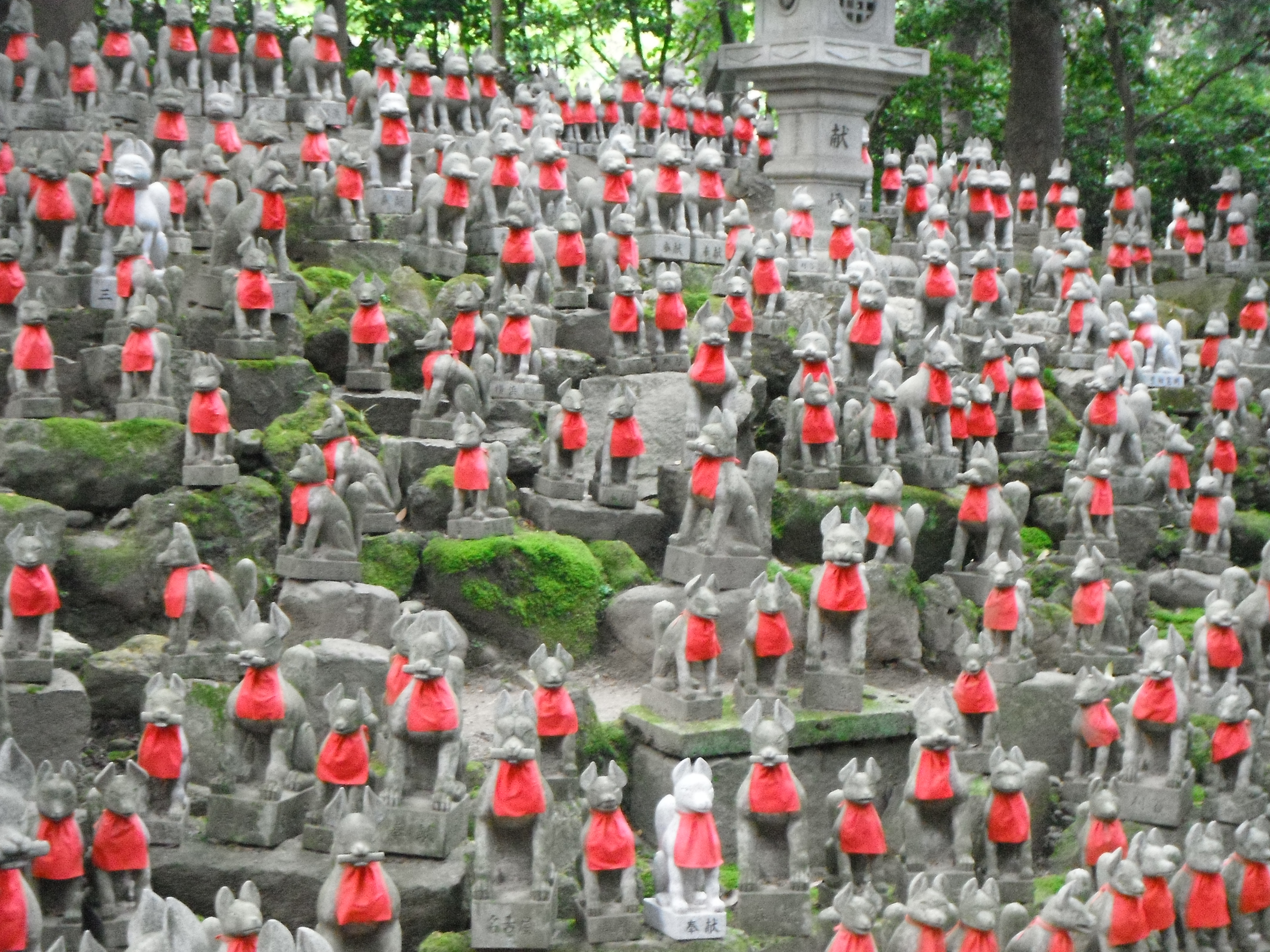
Kicune szobrok

A már említett rókaszobrok minden szentélyben megtalálhatóak, nem számít mennyire kicsi, vagy nagy az a szentély. Mindegyik szobor tart a szájában, vagy az elülső mancsában egy szimbolikus tárgyat, kulcsot, ékszert, egy köteg rizst, vagy rókagömböt. A legtöbbnek kívánságteljesítő ékszer is a nyakára van akasztva. Maguk a szobrok nem túlzottan realisztikusak, általában ülő pózban, a farkukat felfelé tartva ábrázolják őket. Ezen közös vonások ellenére mégis nehéz két teljesen egyforma szobrot találni.
A szentélyekbe a hívők felajánlásokat helyeznek el a kicune szobroknál, hogy megnyerjék a hírvivők jóindulatát, s azok pedig Inarinak elmondják, milyen alázatosak a hívők, így az istenség jó szerencsét és bő termést biztosítson számukra. Az Inari-zusi, vagyis sült tofuval töltött szusi szintén nagyon népszerű felajánlásnak számít, mivel úgy tartják, az a japán rókák kedvenc eledele.

### Fesztiválok
Nagyobb Inari szentélyeknél tartanak fesztiválokat is. A leghíresebbet természetesen a főszentélyben tartják, a Fushimi Inari-nagyszentélyben. Ezt Hacu Uma (初午) fesztiválnak nevezik, amelyet február hatodikán, az év első „ló napján” (hacu uma = első ló nap) tartanak. Ilyenkor rengeteg ember gyűlik össze a szentélyben, hogy sikerekért a munkában, illetve a család biztonságáért imádkozzanak.

### Mesék és a média
Bár Inari Ókami a sintó mitológiában nem jelenik meg, mégis számos monda és népmese szól róla és róka szolgáiról. Az első rókatörténet, a „Jöjj, s aludj” (régi japánban Kicu ne) megírása egy Kjókai nevű szerzetes nevéhez fűződik. Más híres történetek a "Róka esküvő" vagy a "Róka a bordélyházban". Japánban a médiában is nagyon népszerű figurákká váltak. Temérdek képregény, rajzfilmsorozat illetve számítógépes játék készült, melyekben jó vagy rossz figuraként is feltűnnek kicunék, ilyenek például a Wagaya no Oinari-sama (Kuugen Tenko), Yuu Yuu Hakushou (Youko Kurama), Naruto (Kyuubi), Ōkami (Ninetales), Kami-sama Hajimemashita (Kamisama Kiss), Inari, Konkon, Koi Iroha  stb….